# 普瓦斯卡市镇
普瓦斯卡市镇（波蘭語：Gmina Płaska）是波兰波德拉谢省奥古斯图夫县的一个乡村型市镇，治所位于同名村庄普瓦斯卡。总面积为373.19平方千米，截至2020年总人口为2583人。